# Operacija Longcloth
Operacija Longcloth (angleško Operation Longcloth) je bila prva ekspedija britanskih činditov v Burmo, ki je potekala v letu 1943. Medtem, ko Japonci niso uspeli uničiti činditov, pa le-ti niso uspeli osvoboditi Burme.

## Zgodovina
8. februarja 1943 se je pričela operacija Longcloth, ko je 77. pehotna brigada (v moči 3000 vojakov) prečkala mejo in prodrla v Burmo. Prvotni namen operacije je bila diverzijske naloge v podporo večji ofenzivi. Slednja je bila odpovedana, a je Wingate uspel prepričati Wavella, da vseeno izpeljejo lastno operacijo.
13. februarja so činditi pričkali reko Chindwin in čez dva dni so se prvič spopadli z Japonci. Dve koloni sta napredovali proti jugu; letalska podpora je bila izvajana podnevi, s čimer so hoteli doseči vtis, da je to glavni napad načrtovane ofenzive. V podporo temu so imeli v sestavi brigade tudi vojaka, ki je igral vlogo britanskega generala. RAF je izvajala tudi letalske napade vzdolž poti kolon. V načrtu je bilo, da bi obe koloni takoj po vstopu v Burmo zavili proti vzhodu in tako napadli glavno sever-jug železnico. Ena kolona je tako uspešno izvedla napade na železnico, medtem ko je druga padla v japonsko zasedo; polovica le-te kolone se je uspela vrniti nazaj v Indijo.
Pet drugih kolon je napredovalo proti vzhodu. Dve med njimi, pod poveljstvom Michaela Calverta in Bernarda Fergussona, sta napredovali proti glavni sever-jug železnici v Burmi. Calvertova kolona je dosegla železnico in jo uničila na 70 mestih. Fergusson je prišel čez dva dneva in prav tako uničil železnico. 
V bojih so činditi imeli številne ranjence, ki pa jih niso mogli nositi s seboj; nekatere so tako pustili za seboj v lokalnih vaseh. Wingate je že pred operacijo izdal ukaz, da je potrebno pustiti za seboj vse ranjenje, a vse kolone niso tega upoštevale in so s seboj nosili ranjence. Činditi so se premikali po takem terenu, da velikokrat niso imeli druge poti, kot tiste, ki so jih sami izsekali skozi džungelsko rastlinje s svojimi mačetami in kukriji (enkrat so si zelo izposodili slona od lokalnih prebivalcev). 
Wingate je v Nurmi večkrat spremenil predhodne načrte, pri čemer večkrat ni obvestil vse poveljnike kolon. Večina dveh kolon se je obrnila nazaj proti Indiji, potem ko sta obe padli v japonske zasede. Po napadih na železnico je Wingate ukazal prečkanje reke Iravadi; a druga stran reke se je izkazala za neprimerno okolje; Japonci so zaradi rečnega sistema in razvejanega cestnega omrežja uspeli skrčili britansko operativno področje. 
Konec marca se je Wingate odločil, da bo umaknil večino sil; istočasno pa je poslal eni koloni ukaz, da napreduje še naprej vzhodno. Tako se je odločil, ker so oskrbovalna letala dosegla svoj operativni doseg, prav tako pa so Japonci povečali pritisk na čindite. Kolone so tako dobile ukaz, da se znajdejo in samostojno najdejo pot nazaj v Indijo. Na povratku nazaj je bila najtežja naloga prečkanje reke Iravadi, saj so Japonci na obrežje postavili opazovalce in patrulje. Postopoma so se vse kolone razbile na manjše skupine in same napredoval proti Indiji. Wingatov štab se je uspel vrniti v Indijo pred večino svojih mož, ki so se vračali vse do jeseni 1943. Nekatere skupine so se tako prebile na skrajni sever Burme, nekateri činditi pa so prišli vse do Kitajske. Višji poveljniki so ob umiku storili vse, kar so mogli: tako so nadaljevali letalsko oskrbo kot tudi letalski transport ranjencev. 
Konec aprila se je tako končala operacija, ki je trajala tri mesece. Večina preživelih činditov je tako povprečno prehodila med 750 in 1000 milj. Od 3.000 vojakov na začetku operacije je 818 padlo, bilo ujetih ali so podlegli bolezni; 2.182 se je vrnilo nazaj v Indijo. Od teh jih je bilo koli 600 preveč izčrpanih ali prehudo ranjenih, da bi se lahko vrnili v aktivno službo. Izmed preostalih vojakov je Wingate naredil selekcijo najbolj sposobnih, ki jih je obdržal, medtem ko so ostale vrnili nazaj k njihovim izvirnim enotam.